# Mártély, Csongrád
Mártély  este un sat în districtul Hódmezővásárhely, județul Csongrád, Ungaria, având o populație de 1.312 locuitori (2011). 

## Demografie
Componența etnică a satului Mártély
     Maghiari (98,68%)
     Necunoscut (0,33%)
     Alții (0,99%)
Componența confesională a satului Mártély
     Fără religie (39,25%)
     Romano-catolici (21,65%)
     Reformați (13,8%)
     Necunoscută (23,55%)
     Alte religii (3,13%)
Conform recensământului din 2011, satul Mártély avea 1.312 locuitori. Din punct de vedere etnic, majoritatea locuitorilor (98,68%) erau maghiari. Apartenența etnică nu este cunoscută în cazul a 0,33% din locuitori. Nu există o religie majoritară, locuitorii fiind persoane fără religie (39,25%), romano-catolici (21,65%) și reformați (13,8%). Pentru 23,55% din locuitori nu este cunoscută apartenența confesională.